# Melinda pusilla
Melinda pusilla este o specie de muște din genul Melinda, familia Calliphoridae. A fost descrisă pentru prima dată de Villeneuve în anul 1927. Conform Catalogue of Life specia Melinda pusilla nu are subspecii cunoscute.